# Верхошижемське міське поселення
Верхошиже́мське міське поселення (рос. Верхошижемское городское поселение) — адміністративна одиниця у складі Верхошижемського району Кіровської області Росії. Адміністративний центр поселення — селище міського типу Верхошижемьє.

## Історія
Станом на 2002 рік на території сучасного поселення існували такі адміністративні одиниці:
- смт Верхошижемьє (смт Верхошижемьє)
- Верхолиповський сільський округ (село Верхолипово, присілки Бабічі, Великі Мідянці, Димково, Казань, Логушино, Морози)
- Верхошижемський сільський округ (присілки Великі Кулики, Ісупови, Москва, Поповщина)

Поселення було утворене згідно із законом Кіровської області від 7 грудня 2004 року № 284-ЗО у рамках муніципальної реформи шляхом перетворення та об'єднання смт Верхошижемьжє та Верхолиповського і Верхошижемського сільських округів.

## Населення
Населення поселення становить 4549 осіб (2017; 4577 у 2016, 4633 у 2015, 4663 у 2014, 4698 у 2013, 4819 у 2012, 4812 у 2010, 5116 у 2002).

## Склад
До складу поселення входять 11 населених пунктів:
| Населений пункт                    | Населення, осіб (2002) | Населення, осіб (2010) |
| ---------------------------------- | ---------------------- | ---------------------- |
| Бабічі, присілок                   | 2                      | 2                      |
| Великі Кулики, присілок            | 159                    | 126                    |
| Великі Мідянці, присілок           | 1                      | 0                      |
| Верхолипово, село                  | 286                    | 179                    |
| Верхошижемьє, селище міського типу | 4519                   | 4357                   |
| Димково, присілок                  | 1                      | -                      |
| Ісупови, присілок                  | 128                    | 128                    |
| Казань, присілок                   | 3                      | 2                      |
| Логушини, присілок                 | 5                      | 2                      |
| Морози, присілок                   | 15                     | 3                      |
| Москва, присілок                   | 19                     | 10                     |
| Поповщина, присілок                | 5                      | 3                      |